# Georges Prud'Homme
Georges Arthur "Art" Prud'homme (Ottawa, Ontario, 1899 - ?) va ser un boxejador canadenc que va competir en els anys posteriors a la Primera Guerra Mundial.
El 1920 va prendre part en els Jocs Olímpics d'Anvers, on guanyà la medalla de plata de la categoria del pes mitjà, del programa de boxa.
El 1922 passà a lluitar com a professional i poc després passà a lluitar sota el pseudònim d'Arthur Bryan. Es retirà a la dècada de 1930.